# جزيرة العبيد (مسرحية)
جزيرة العبيد (بالفرنسية: L’Île des esclaves) هي مسرحية مأساة كوميدية من فصل واحد للكاتب الفرنسي بيير دي ماريفو تم تقديمها لأول مرة في 5 مارس 1725 في فندق de Bourgogne،

## ملخص القصة
تبدأ القصة بغرق سفينة في البحر ونجاة سيد يوناني اسمه إفيكرات وعبده أرلكان وسيدة يونانية اسمها إفروسين وجاريتها كيليانتيس ووصولهم إلى ساحل جزيرة لا يسكنها إلا أحفاد عبيد هربوا إليها قديما وسنوا بها قوانينهم الخاصة التي كانت تنص في بدايتها على قتل أي سيد يدخل الجزيرة قبل أن تتغير تلك القوانين إلى استعباد السيد الواصل إليها والسماح له بالخروج منها في حال أحسن سلوكه كعبد، وبتحول السادة إلى عبيد والعبيد إلى سادة من هؤلاء الأربعة وفقا لقرار سيد الجزيرة تريليفان تبدأ أحداث المسرحية الممتزجة بمشاعر الانتقام والمأساة وبشكل رئيسي الكوميديا في وصف المنطق الإنساني في العدالة والنبالة.

## الشخصيات
- أرليكان عبد السيد إفيكرات وسيده في الجزيرة.
- إفيكرات
- كيليانتيس جارية السيدة إفروسين وسيدتها في الجزيرة.
- إفروسين
- تريليفان رئيس الجزيرة.
- بعض سكان الجزيرة.

## روابط خارجية
- المسرحية على موقع CÉSAR